# Chiara Cainero
Chiara Cainero (ur. 24 marca 1978 w Udine) – włoska strzelczyni sportowa, mistrzyni i wicemistrzyni olimpijska.
Specjalizuje się w skeecie. W 2008 roku została mistrzynią igrzysk olimpijskich w Pekinie. Osiem lat później w Rio de Janeiro zdobyła srebrny medal, przegrywając w finale ze swoją rodaczką Dianą Bacosi.
W 2008 roku została odznaczona Orderem Zasługi Republiki Włoskiej.

## Igrzyska olimpijskie
| Igrzyska | Miejscowość    | Konkurencja | Kwalifikacje | Kwalifikacje | Półfinał | Półfinał | Finał | Finał   |
| Igrzyska | Miejscowość    | Konkurencja | Wynik        | Pozycja      | Wynik    | Pozycja  | Wynik | Pozycja |
| -------- | -------------- | ----------- | ------------ | ------------ | -------- | -------- | ----- | ------- |
| IO 2004  | Ateny          | Skeet       | 67           | 8.           | —        | —        | NQ    | NQ      |
| IO 2008  | Pekin          | Skeet       | 72           | 1. Q         | —        | —        | 93    | złoto   |
| IO 2012  | Londyn         | Skeet       | 67           | 6. Q         | —        | —        | 67    | 5.      |
| IO 2016  | Rio de Janeiro | Skeet       | 70           | 4. Q         | 16       | 1. Q     | 14    | srebro  |